# Grozești (Iași)
Grozești è un comune della Romania di 1 851 abitanti, ubicato nel distretto di Iași, nella regione storica della Moldavia.
Il comune è formato dall'unione di 3 villaggi: Colțu Cornii, Grozești, Sălăgeni.